# بیوک کند
بیوک‌کند (به لاتین: Bëyukkend) یک منطقه مسکونی در جمهوری آذربایجان است که در شهرستان صابرآباد واقع شده است.